# Carex lancisquamata
Carex lancisquamata är en halvgräsart som beskrevs av Lun Kai Dai. Carex lancisquamata ingår i släktet starrar, och familjen halvgräs. Inga underarter finns listade i Catalogue of Life.